# Aminociclopropanocarboxilato oxidasa
La enzima aminociclopropanocarboxilato oxidasa o ACC oxidasa (EC 1.14.17.4) cataliza la reacción entre el 1-aminociclopropano-1-carboxilato, el ascorbato y el oxígeno molecular para formar etileno, cianuro, deshidroascorbato, dióxido de carbono y agua. 

## Síntesis
Esta enzima requiere hierro como cofactor y dióxido de carbono para su actividad.
 1-aminociclopropano-1-carboxilato + ascorbato + O2 {\displaystyle \rightleftharpoons } etileno + cianuro + deshidroascorbato + CO2 + 2 H2O
Esta enzima se encuentra en las plantas y cataliza la segunda reacción de la biosíntesis del etileno. La primera de ellas es catalizada por la 1-aminociclopropano-1-carboxilato sintasa.
Estudios cinéticos de esta enzima demuestran que primero se une a la enzima el aminociclopropanocarboxilato (ACC) seguido del oxígeno molecular. El ascorbato puede unirse después del oxígeno o antes del ACC.